# Desmond Davis
Desmond Davis   (Londres, 24 de maig de 1926 - 3 de juliol de 2021) va ser un director de cinema i televisió britànic.

## Primers anys
Després de fer un llarg aprenentatge durant els anys quaranta, amb la British Film Unit Unit, Davis finalment va treballar fins a foquista i operador de càmeres en pel·lícules britàniques de baix pressupost de la dècada de 1950. Als anys seixanta, Davis treballava com a operador de càmeres en pel·lícules tan reconegudes internacionalment com A Taste of Honey, La soledat del corredor de fons, Freud: The Secret Passion (dirigida per John Huston) i Tom Jones, que va guanyar l'Oscar a la millor pel·lícula.

## Director
Davis va debutar com a director el 1964 amb Girl with Green Eyes que va guanyar el premi National Board of Review al millor director.
Davis va reunir les dues estrelles femenines de Girl with Green Eyes, Rita Tushingham i Lynn Redgrave, a Smashing Time (1967), una comèdia ambientada als anys 1960 a Londres.
Al Festival Internacional de Cinema de Sant Sebastià 1966, va guanyar la Conquilla d'Or per I Was Happy Here, protagonitzada per Sarah Miles.
A la dècada de 1970, Davis es va prendre un descans dels llargmetratges i va dedicar-se a la televisió, i va dirigir episodis de Follyfoot i The New Avengers, així com una adaptació de Measure for Measure de William Shakespeare a la sèrie BBC Television Shakespeare.
Després de dirigir Lluita de titans, el 1985 va dirigir l'adaptació cinematogràfica d' Ordeal by Innocence d'Agatha Christie protagonitzada per Donald Sutherland i Faye Dunaway. Davis també va dirigir el 1983 l'adaptació televisiva de The Sign of Four d'Arthur Conan Doyle' amb Ian Richardson com a Sherlock Holmes.
Va continuar el seu treball en televisió, dirigint una versió de Camille amb Greta Scacchi i Colin Firth el 1984 i la sèrie dramàtica britànica The Chief.

## Filmografia (director)

### Cinema
- 1964: Girl with Green Eyes
- 1965: The Uncle
- 1966: I Was Happy Here
- 1967: Smashing Time
- 1969: Una bona noia com jo
- 1981: Lluita de titans
- 1984: Ordeal by Innocence

### Televisió

#### Telefilm
- 1955: Baker's Dozen
- 1979: Measure for Measure
- 1979: The Spirit of Adventure: Night Flight
- 1981: The Man of Destiny
- 1982: The Adventures of Little Lord Fauntleroy
- 1982: Russian Night... 1941
- 1983: The Sign of Four
- 1984: The Country Girls
- 1984: Camille
- 1986: Love with the Perfect Stranger
- 1987: In a Glass Darkly
- 1988: Freedom Fighter
- 1989: The Man Who Lived at the Ritz
- 1994: Doggin' Around

#### Sèries de televisió
- 1955: Lilli Palmer Theatre (1 episodi)
- 1957: The Adventures of Aggie (1 episodi)
- 1957: The Adventures of Sir Lancelot (1 episodi)
- 1958: Fair Game
- 1958-1959: Tales from Dickens (3 episodis)
- 1972: Follyfoot (5 episodis)
- 1973: Wessex Tales, mini-série (1 episodi)
- 1974: Play for Today (1 episodi)
- 1976: The New Avengers (1 episodi)
- 1977: Wings (2 episodis)
- 1977: Centre Play (2 episodis)
- 1982: BBC2 Playhouse (1 episodi)
- 1982: The Agatha Christie Hour (1 episodi)
- 1991: The Chief (6 episodis)